# Caspis
Els caspis (llatí caspii, grec Κάσπιοι) foren una nació que vivia originàriament a la Mèdia, a la boca del Kur i a la rodalia d'una muntanya anomenada Mont Caspi. El nom es va aplicar també a altres pobles que vivien a la rodalia de la mar Càspia (a Albània del Caucas) i Hircània. Van donar el seu nom a la mar Càspia i la regió d'Hircània també es va dir Caspiana.
Segons Estrabó les maneres d'aquesta gent eren d'un caràcter més bàrbar. S'assemblaven a les de la gent de Bactriana i Sogdiana.